# Yomogita
Yomogita (蓬田村, Yomogita-mura) est un village situé dans le district de Higashitsugaru (préfecture d'Aomori), au Japon.

## Géographie

### Situation

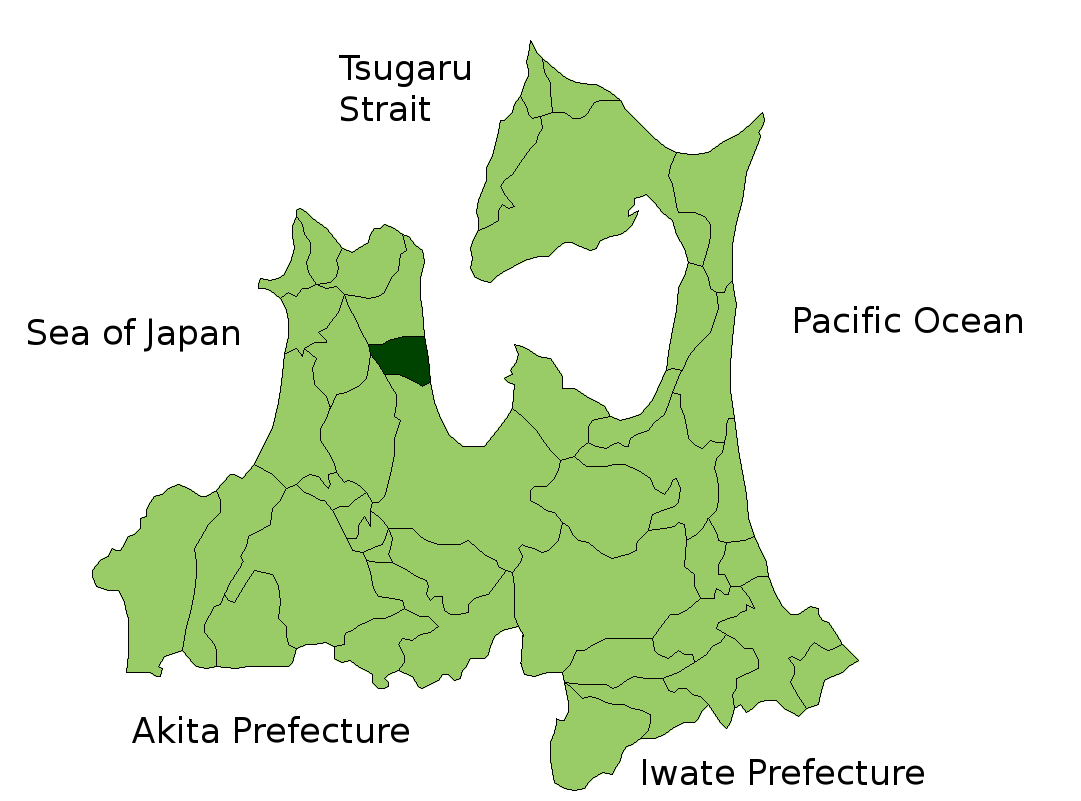
Carte de la préfecture d'Aomori avec le village de Yomogita mis en évidence.

Le village de Yomogita est situé dans l'est de la péninsule de Tsugaru (préfecture d'Aomori), au Japon. Il fait face à la baie de Mutsu et a pour municipalités voisines le bourg de Sotogahama, au nord, le bourg de Nakadomari, à l'ouest, la ville de Goshogawara, au sud-ouest, et la ville d'Aomori, au sud.

### Démographie
Yomogita comptait 3 099 habitants lors du recensement du 30 avril 2014.